# Barmer Kalksenke
Die Barmer Kalksenke ist eine Naturräumliche Einheit mit der Ordnungsnummer 3371.33 auf dem Stadtgebiet der bergischen Großstadt Wuppertal (Stadtteil Barmen) innerhalb der Wuppertaler Senke. Die Senke besteht aus stark gefalteten, durch hohe Niederschläge abgetragenen und verkarsteten Massenkalken aus dem Mitteldevon.
Sie umfasst die Talsohle der Wupper, die auf einer durchschnittlichen Höhe von 160 m liegt und nach Norden bis auf 200 m stufenförmig auf Kalkhochflächen ansteigt. Diese Kalkhochflächen sind steilwandig und werden durch verkarstete Seitentäler in einzelne Plateaus gegliedert. Im Anstieg zu den Kalkhochflächen sind vereinzelt Felsformationen wie der Hohenstein zu finden.

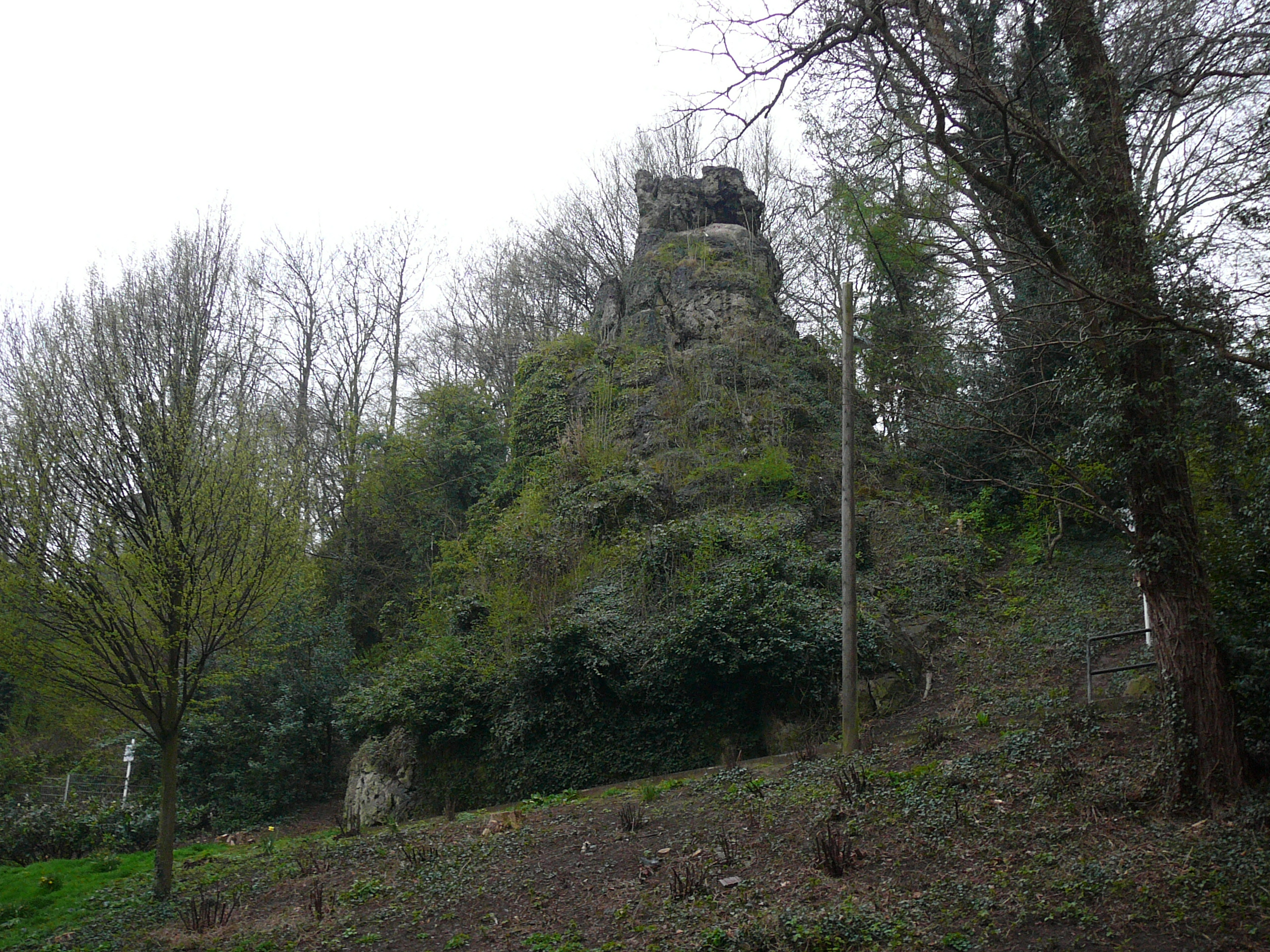
Die Felsformation Hohenstein

Weiter nach Norden und nach Süden steigen steile Hänge auf hochgelegene Höhenrücken und Hochflächen (bis 340 m) an, die aus Grauwacken, Sandsteinen und Schiefern bestehen. Im Osten geht die Barmer Kalksenke in die Linderhauser Senke über, im Westen grenzt sie der Hardtschieferrücken von der Elberfelder Kalksenke ab.
An der Südgrenze des Massenkalkgebiets fließend, ist die Wupper selbst kaum kalkführend. Das daraus resultierende „weiche Wasser“ war sehr gut zum Bleichen von Garnen geeignet, das bereits im 16. Jahrhundert zu einem bedeutenden Wirtschaftszweig in Barmen anwuchs.
Die Senke besitzt eine durchschnittliche Breite von 200 m und wird vollständig durch dichte Siedlungs- und Gewerbeflächen der Industriestadt Wuppertal eingenommen. Die Bundesstraße 7 und die Bahnstrecke Elberfeld–Dortmund folgen dem Flusslauf innerhalb der Senke.